# ژنتیک

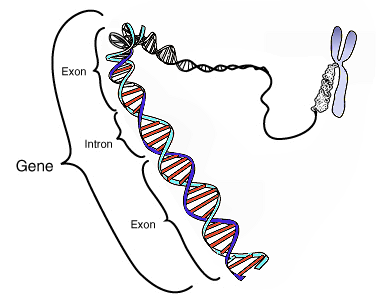
ژن

ژنتیک (به فرانسوی: Génétique) (از ریشهٔ یونانی: γενετική؛ خاستگاه، زایش، نژاد، گونه) یا ژن‌شناسی بخشی از دانش زیست‌شناسی است که به وراثت و تفاوت‌های جانداران می‌پردازد. با استفاده از قوانین و مفاهیم موجود در این دانش می‌توانیم به همانندی یا ناهمانندی دو جاندار نسبت به یکدیگر پی ببریم و بدانیم که چگونه و چرا چنین همانندی یا ناهمانندی در داخل یک جامعه گیاهی یا جانوری به وجود آمده است. دانش ژن‌شناسی، انتقال داده‌های زیستی از یک سلول به سلولی دیگر یا از پدر و مادر به نوزاد و نسل‌های آینده تعریف می‌شود. ژن‌شناسی با چگونگی این جابه‌جایی‌ها که باعث نشانگانها، دگرگونی‌ها و همانندی‌ها در جانداران است ربط دارد. دانش ژن‌شناسی به سرشت فیزیکی و شیمیایی و در کل پیکری این داده‌ها نیز می‌پردازد.

## تاریخچه
دانش زیست‌شناسی هرچند از کهن‌ترین دانش‌هایی بوده که بشر به آن توجه داشته است؛ اما از حدود یک سدهٔ پیش، از این دانش زیرشاخهٔ تازه‌ای پدید آمد که آن را ژنتیک نامیدند و انقلابی در دانش زیست‌شناسی به‌وجود آورد. در سدهٔ هجدهم، گروهی از پژوهشگران بر آن شدند که چگونگی جابه‌جایی برخی صفت‌ها و ویژگی‌ها را از نسلی به نسل دیگر بررسی کنند. از این ویژگی‌ها به‌عنوان ویژگی‌های ارثی یاد می‌شود. به دو دلیل مهم یعنی گزینش ویژگی‌های نامناسب و نیز نداشتن آگاهی کافی در زمینه ریاضیات، به نتیجه‌ای نرسیدند.

جدولی برای نمایش آزمایش مندل

نخستین کسی که توانست قانون‌های حاکم بر انتقال صفت‌های ارثی را شناسایی کند، کشیشی اتریشی به نام گرگور مندل بود که در سال ۱۸۶۵ این قانون‌ها را که نتیجهٔ آزمایش‌هایش روی گیاه نخود فرنگی بود ارائه کرد؛ اما متأسفانه جامعه علمی آن زمان به دیدگاه‌ها و کشف‌های او اهمیت چندانی نداد و نتیجهٔ کارهای مندل به دست فراموشی سپرده شد. در سال ۱۹۰۰ میلادی کشف دوبارهٔ همان قانون‌ها، توسط درویس، شرماک و کورنز باعث شد که دیدگاه‌های مندل به گونه‌ای جدی‌تر مورد توجه و پذیرش قرار گیرد. مندل به عنوان «پدر دانش ژنتیک» شناخته می‌شود.
در سال ۱۹۵۳ با کشف ساختمان جایگاه ژن‌ها از سوی جیمز واتسون و فرانسیس کریک، رشته‌ای نو در دانش زیست‌شناسی به‌وجود آمد که زیست‌شناسی مولکولی نام گرفت. با گذشت حدود یک قرن از کشف‌های مندل در سال‌های ۱۹۷۱ و ۱۹۷۳ در رشته زیست‌شناسی مولکولی و ژنتیک-که اولی به بررسی ساختمان و چگونگی کارکرد ژن‌ها و دومی به بررسی بیماری‌های ژنتیک و پیدا کردن درمانی برای آن‌ها می‌پرداخت-این دو رشته با هم درآمیختند و رشته‌ای به نام مهندسی ژنتیک را پدیدآوردند که طی اندک زمانی توانست در رشته‌های گوناگون دیگری مانند پزشکی، صنعت و کشاورزی… بسیار اثرگذار باشد. پژوهش‌های ژنتیکی به سهم خود، موجب شده‌اند که انسان به جهان پیرامون خود، بینش بیشتری پیدا کرده و نگاهی نو بر خویش بیندازد. تمام ویژگی‌های فیزیکی ما و موجودات زنده‌ای که روی زمین زیست می‌کنند تحت نفوذ و متأثر از DNA موجود در سلول یا تغییرات ژنتیکی است که اتفاقی یا اجباری در ناحیه‌ای از ژنوم به وقوع می‌پیوندد. در این تغییرات، معمولاً یک یا چند باززنجیره اسید نوکلئیک تعویض شده و اطلاعات ژنتیکی ژنوم تغییر می‌کند و به‌طور پایدار به نسل‌های بعدی منتقل می‌گردد؛ از این رو استفاده از این دانش، گسترده شده است به‌طوری‌که یکی از زمینه‌های کاربردی این علم، تعیین نسبت‌های خویشاوندی و شناسایی افراد و تعیین دودمان و نیای ژنتیکی انسان‌هاست.
امروزه موضوع تعیین هویت ژنتیکی در برخی از موضوعات قضایی نیز مورد توجه زیادی قرار گرفته است. تعیین هویت ژنتیکی با روش‌های مولکولی انگشت‌نگاری دی‌ان‌ای، با اهداف مختلف در سراسر جهان مورد بهره‌برداری قرار می‌گیرد؛ در این روش می‌توان از شاخص‌های مولکولی، همچون: تکرارهای پشت‌سرهم کوتاه (STRs)، دی‌ان‌ای میتوکندری، چندشکلی‌های تک‌نوکلئوتیدی (SNPs) در سطح کروموزوم Y و سایر کروموزوم‌ها استفاده کرد. از دی‌ان‌ای میتوکندری برای ردیابی ژنتیکی نیای مادری و از مطالعه ژنتیکی کروموزوم Y هر فرد به نیای پدری دست خواهیم یافت. همچنین در بررسی‌های باستانی، خصوصیات ویژه‌ای همچون وجود ارتباط معنادار بین SNPs مورد بررسی قرار می‌گیرد تا بتوان یک نمونه مورد مطالعه را در گروه خاصی-که هاپلوگروپ نام دارد-قرار دهند. هاپلوگروپ در واقع، دسته‌ای از هاپلوتیپ‌های نزدیک به یکدیگرند که جهش‌هایی را از نیای مشترک خود دربردارند. هاپلوتیپ‌ها نیز مجموعه‌ای از SNPs در یک توالی نوکلئوتیدی می‌باشند که با یکدیگر به نسل بعدی انتقال می‌یابند.
از DNA میتوکندری برای شناسایی اعضای خانواده سلطنتی نیکولاس دوم نیز استفاده شده است. در سال ۱۹۹۱ چندین مجموعه از استخوان‌ها در یک گور دسته‌جمعی در روسیه کشف شد که اعتقاد بر این بود متعلق به نیکولاس دوم، همسرش (سارینا) و ۳ تن از دخترهای اوست؛ با اینکه ۷۰ سال از عمر استخوان‌ها می‌گذشت؛ اما بررسی توالی tDNA میتوکندری بسیار کارآمد بود؛ توالی کاملاً مشابهی از ژنوم mtDNA بین سارینا، سه دختر وی و پادشاه فیلیپ (پادشاه انگلستان)-که در زمان بررسی در قید حیات بود و از نظر نسبی، مادربزرگ مادری خودِ خواهر سارینا بود-مشاهده شد.

## تقسیم‌بندی دانش ژنتیک

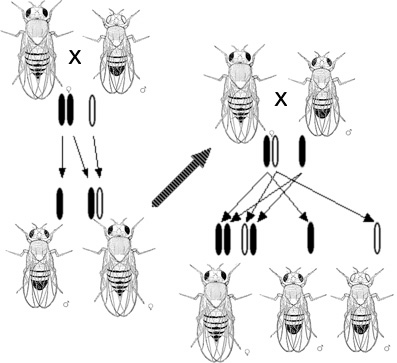
آزمایش مورگان

ژنتیک را می‌توان به چند گروه تقسیم‌بندی کرد:
- ژنتیک مندلی
- ژنتیک جمعیت
- ژنتیک مولکولی
- ژنتیک بالینی
- ژنتیک رفتاری
- ژنتیک گیاهی
- ژنتیک اصلاح دام
- ژنتیک پزشکی
- ژنتیک کمی

## ژنتیک مندل
ژنتیک مندلی یا کروموزومی بخشی از ژنتیک امروزی است که از توارث ژن‌های موجود در روی کروموزوم‌ها بحث می‌کند؛ اما برعکس، در ژنتیک غیرمندلی-که به ژنتیک غیر کروموزومی نیز معروف است-توارث مواد ژنتیکی موجود در کلروپلاست و میتوکندری، مورد تجزیه و تحلیل قرار می‌گیرد.

### تغییرات نسبت‌های مندلی
نسبت‌های فنوتیپی مندلی در مونوهیبریدها (۳:۱)، تحت تأثیر عوامل متعددی همچون: غالبیت ناقص، هم‌بارزی، ژن‌های کشنده، نافذ بودن و قدرت تظاهر یک ژن و چنداللی قرار می‌گیرد که نسبت‌های مندلی را تغییر می‌دهد.

### احتمالات
آشنایی با قوانین علم احتمالات، از نظر درک چگونگی انجام پدیده‌های ژنتیکی، پیش‌بینی فنوتیپی، نتایج حاصله از یک آمیزش و برآورد انطباق نسبت فنوتیپی نسل اول و دوم، با یکی از مکانیسم‌های ژنتیکی دارای اهمیت فوق‌العاده‌ای می‌باشد.

### پیوستگی ژن‌ها
پدیده پیوستگی ژن‌ها (لینکاژ) به وسیلهٔ مورگان، در سال ۱۹۰۳ میلادی مطرح شد. مورگان با بیان اینکه کروموزوم‌ها حامل عوامل ارثی (ژن‌ها) هستند، روشن نمود که تعداد ژن‌ها به مراتب، بیشتر از تعداد کروموزوم‌ها بوده و بنابراین هر کروموزوم، می‌تواند حامل ژن‌های متعددی باشد.

### جهش ژنی
منظور از جهش ژنی، هرگونه تغییر پایدار در ساختمان اسیدهای نوکلئیک تشکیل‌دهنده ماده وراثتی موجود زنده را گویند که باعث تغییرات فنوتیپی در موجود زنده می‌شود؛ موجودی را که فنوتیپ آن در نتیجه جهش تغییر می‌کند موتان می‌گویند. منظور از فنوتیپ، خصوصیت ظاهری ژن در صورت بیان شدن است؛ برای مثال، ژن‌های کنترل‌کننده رنگ پوست را در نظر بگیرید، فنوتیپ آن‌ها رنگ پوست می‌باشد؛ هرگونه تغییری در آن‌ها باعث تغییر در طرز بیان آن‌ها و در نهایت، باعث تغییر در فنوتیپ آن‌ها (رنگ پوست) می‌گردد.

### ژنتیک و بیماری‌ها
امروزه علم پزشکی از نتایج حاصل از تحقیقات بزرگ ژنتیکی برای بسیاری از سرطان‌های مختلف سود می‌برد. طبقه‌بندی صحیح جهش‌ها در ژن‌های مربوط به سرطان، مرحله‌ای اساسی در تشخیص و درمان این بدخیمی‌هاست. جهش‌های ویژه‌ای منجر به افزایش خطر ابتلا به سرطان‌های وراثتی و اکتسابی می‌شوند. انجام آزمایش ژنتیک برای سرطان‌های وراثتی و اکتسابی باعث رسیدن به نتایج مختصر و مفیدی می‌شود که با راهنمایی و تفسیر متخصصان به پیشگیری و درمان این بیماری‌ها کمک شایانی می‌شود.